# Joan Puig i Elias
Pour les articles homonymes, voir Puig et Elias.
Joan Puig i Elias (Sallent, 30 juillet 1898 - Porto Alegre, 5 septembre 1972) est un enseignant libertaire catalan.

## Biographie
Il est issu de la culture des athéneus ouvriers et considéré comme un continuateur de l'œuvre de Francisco Ferrer i Guardia. Il commence ses activités éducatives en créant l'Escola Natural de Clot pendant les années 1920.
Affilié Confédération nationale du travail (anarcho-syndicaliste), depuis sa jeunesse, il est nommé président de l'Union des Professions Libérales attachés à la CNT.
En Juillet 1936, il préside le comité exécutif l'instance administrative qui promeut l'éducation en Catalogne pendant la révolution sociale, le Conseil de l'École Nouvelle Unifiée (es) (CENU).
Avec la victoire de Franco, il s'exile en France ; après les camps de concentration, il participe à la Résistance. Puis il part d'abord au Vénézuela, et en 1952 à Porto Alegre au Brésil, où il poursuit son dévouement à la pédagogie libertaire,.

## Notices
- (es) Miguel Iñiguez, Esbozo de una Enciclopedia histórica del anarquismo español, Fundación de Estudios Libertarios Anselmo Lorenzo, Madrid, 2001, page 497.
- (es) Gloria Campoy et Jean Marc Azorin, Joan Puig Elias : Creador de un mundo nuevo, Madrid, Fundacion de Estudios Libertarios Anselmo Lorenzo, 2018, 299 p. (ISBN 978-84-946807-5-5)